# Furandāsu no inu
O Cão de Flandres (フランダースの犬, Furandāsu no inu) é um filme japonês de anime de 1997 baseado no romance A Dog of Flanders de Ouida. O filme estreou dia 15 de março de 1997 nos cinemas japoneses.
Em Portugal este filme chegou em DVD pela Prisvideo  em 2007.

## Enredo
Nello Tarth é um órfão pobre, mas feliz, que mora com seu avô Jehan em um pequeno vilarejo perto de Antuérpia. Nello tem talento para fazer desenhos e está fascinado por isso desde que viu um dos quadros de Rubens (um artista famoso) quando era menino. Ajudando Jehan na entrega diária de leite para Antuérpia, Nello um dia descobre Patrash, um cão trabalhador que foi maltratado e abandonado por seu antigo dono. Ele trata o animal exausto e, depois de um tempo, uma amizade íntima e confiável se desenvolve. Alois Cojez, filha do homem mais rico e, portanto, mais influente de Blacken Village, é o melhor amigo de Nellos. Quando Nello decide se tornar um artista, ele tem que experimentar em primeira mão a ignorância e a crueldade dos aldeões. Especialmente o pai de Alois pensa nele como um preguiçoso que não pode ganhar a vida fazendo desenhos.

## Produção

### Estúdio do filme de animação
Este filme foi produzido pelo estúdio de animação japonês Nippon Animation em parceria com Fuji Pacific Music, Publisher, Horipro e EMI Music Japan.  

## Lançamento
O filme foi lançado em VHS em 1999 e mais tarde em DVD em março de 2000 no Japão. O filme chegou a Portugal em 2007, pela edição em DVD da Prisvideo, com dobragem portuguesa.